# Børsen
A  Børsen  - tőzsde - egy nagy múltú történelmi épület a dániai Koppenhága központjában. IV. Keresztély dán király építtette 1619 és 1640 között. 56 méteres tornyán négy egymásba fonódott sárkány látható.

## Története

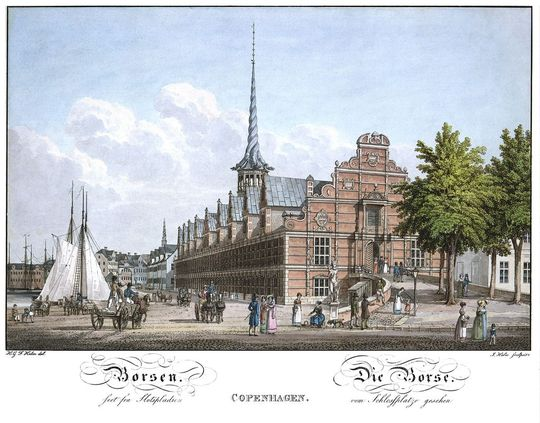
Børsen, H.G.F. Holm festményén, 1823

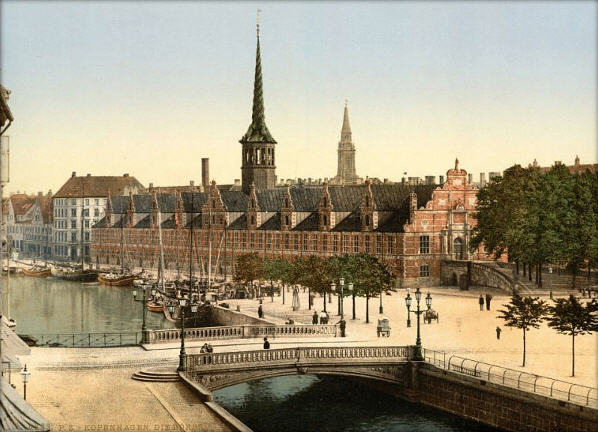
Børsen a Højbro híddal az előtérben

A Børsen IV. Keresztély által lett tervezve, abból a célból, hogy Koppenhága szerepe Észak-Európában fokozatosan erősödjék mint kereskedelmi központ. Egy épület a töltés északi részén, ami összekötötte Koppenhágát az új kereskedelmi várossal, Christianshavnnal. Ezt a várost az Amager-parttól visszafoglalt területen építették ki. Az új épület kivitelezésével a király Lorenz van Steenwinckelt bízta meg, de mivel az építész nem sokkal később elhunyt, a megbízatás rászállt a testvérére, Hans van Steenwinckelre .
Először is elő kellett készíteni a terepet az építkezéshez, mivel a töltés még mindig nem volt stabil. Az épületet 1620-ban kezdték építeni, és 1624-re nagyjából kész is volt. A tornyot 1625-ben illesztették a konstrukcióra, az oromzat egyes részleteit pedig 1640-re fejezték be. A földszint negyven kereskedelmi irodáján kívül a felső emeleten egy nagy terem volt található. Az 1620-as évek második felétől az épület piacként szolgált. 
IV. Keresztély 1647-ben eladta az épületet egy Jacob Madsen nevű kereskedőnek 50,000 dán rigsdalerért. Később III. Frigyes visszaszerezte Madson özvegyétől.

### A 19. században
1857-ben VII. Frigyes dán király a Grosserer-Társaságnak adta el az épületet 70,000 rigsdalerért. 
Az épületet 1745-ben újította fel Nicolai Eigtved, belsőleg 1855-ben lett felújítva. A dán tőzsdének adott otthont 1974-ig. 1918-ban munkanélküli anarchisták támadták az épületet. Ez a támadás "stormen på Børsen" néven szerepel a dán történelemkönyvekben (vihar a tőzsdén).

## Jelenlegi használata
Az épület ma a Dán Kereskedelmi Kamara (Dansk Erhverv) központjaként szolgál.
A város központjában épült tőzsdepalota a felújítási munkák idején, 2024. április 16-án kigyulladt. A tűzvészben az épület teteje beszakadt, és ledőlt az 56 méter magas tornya is. A tűz majdnem napra pontosan öt évvel azután keletkezett, hogy a párizsi Notre-Dame-székesegyház kigyulladt és teteje beszakadt.

## Galéria

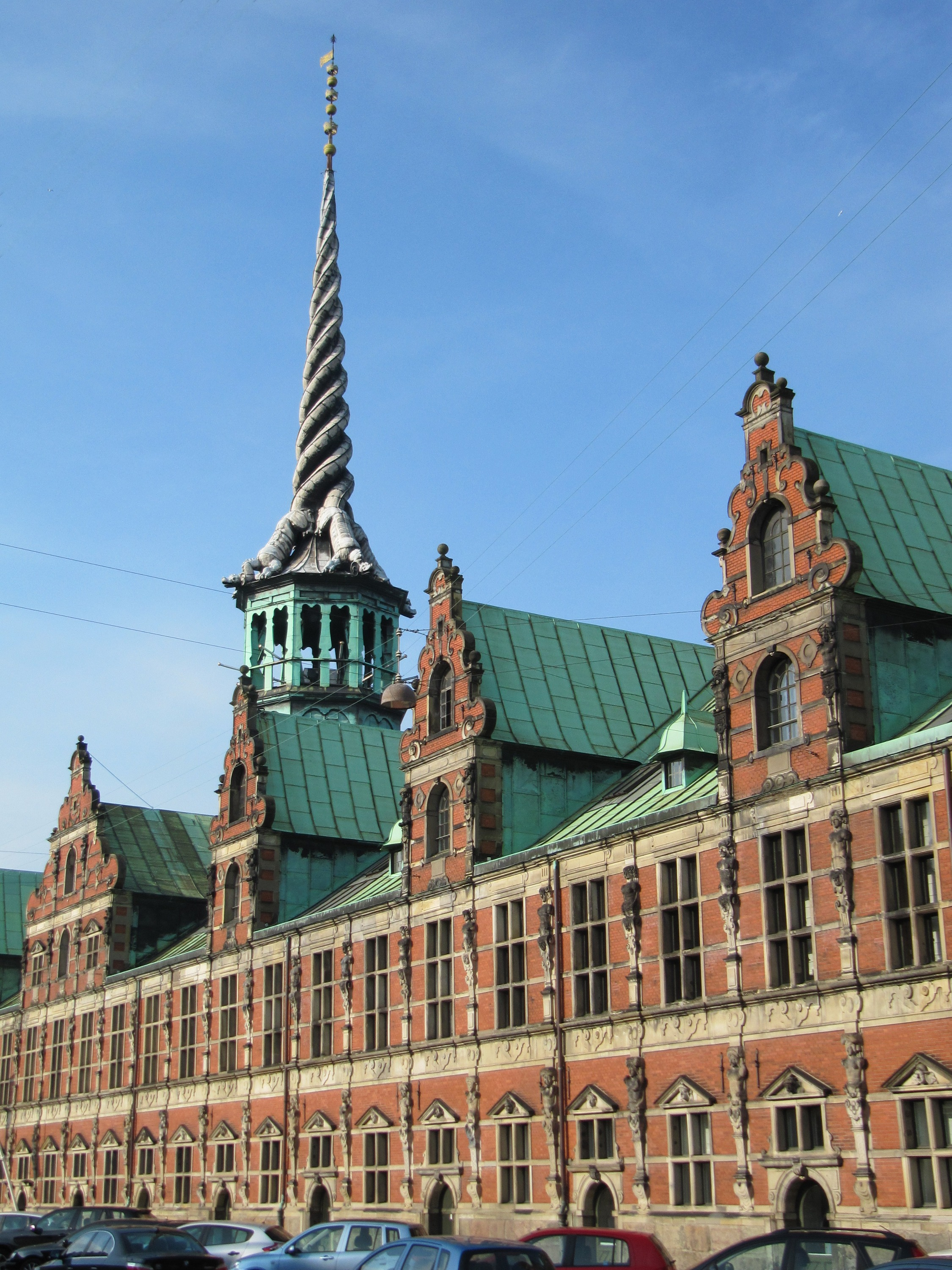
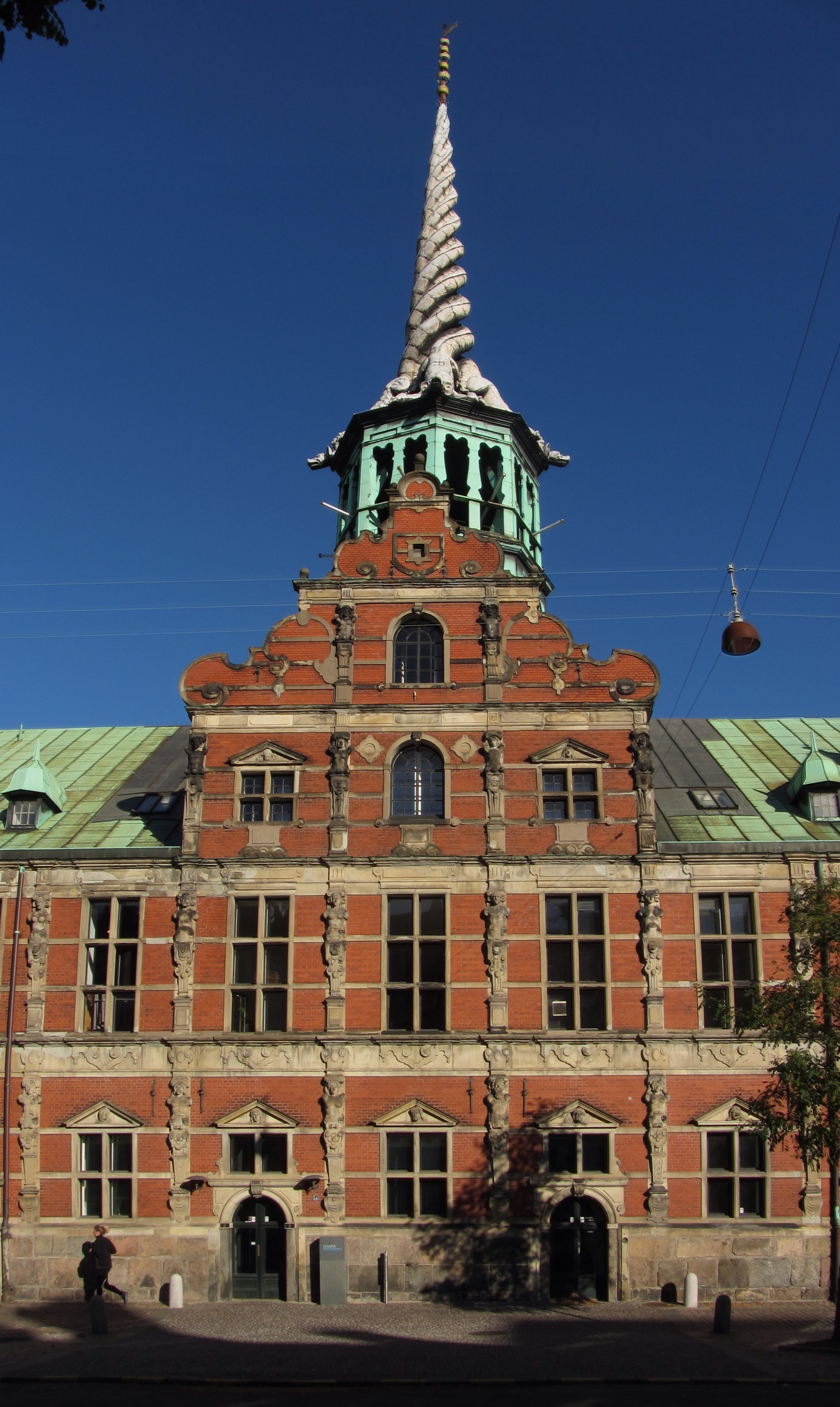
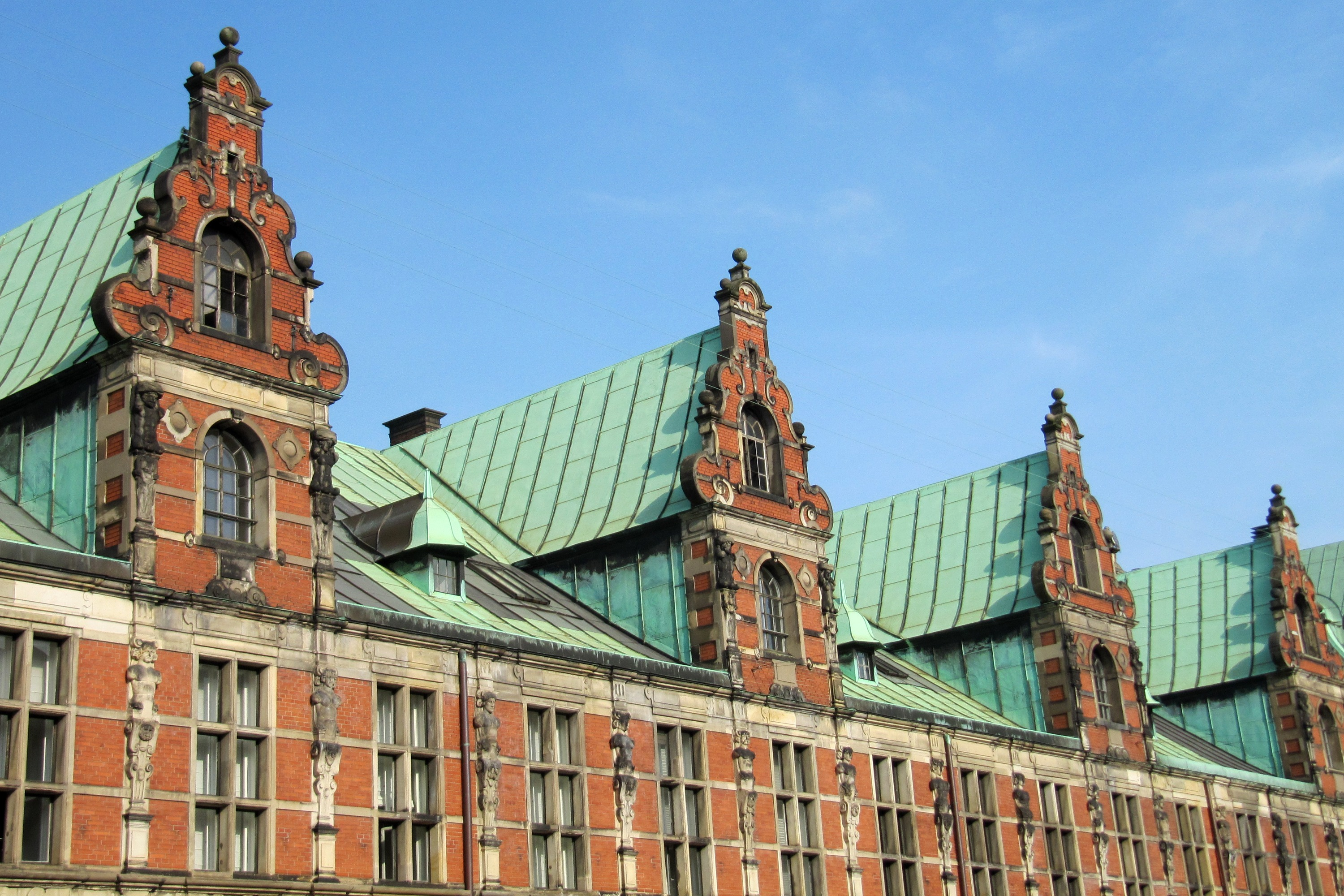